# Dave Zeltserman
Dave Zeltserman (* 1959 in Boston, Massachusetts) ist ein US-amerikanischer Romanautor.

## Leben und Werk
Zeltserman arbeitete zunächst als Softwareentwickler in Boston und setze sich seit seinem ersten Roman Fast Lane als erfolgreicher und einflussreicher Krimi- und Horrorautor in den USA durch. Seine Romane Pariah und Killer sind von realen Geschehnissen und Personen inspiriert – Pariah vom sogenannten Boston Mobster Whitey Bulger und Killer vom Auftragskiller John Martorano. Die Romane Small Crimes, Pariah und Killer bilden die Man out of prison – Trilogie.
Zeltserman lebt mit seiner Frau Judy in Newton, Massachusetts. Er hat einen schwarzen Gürtel in Kung Fu und widmet sich intensiv den Martial Arts. Zeltserman ist ein bekennender eingefleischter Fan der New England Patriots and Boston Red Sox.

## Romane
- Fast Lane, 2004
- Small Crimes, 2008
  - Small Crimes, deutsch von Angelika Müller und Michael Grimm, Pulp 43, Pulp Master, Berlin 2017, ISBN 978-3-927734-83-8
- Bad Karma, 2009
- Pariah, 2009
  - Paria, deutsch von Angelika Müller, Pulp 34, Pulp Master, Berlin ISBN 978-3927734470
- Killer (2010)
  - Killer, deutsch von Angelika Müller und Ango Laina, Pulp 37, Pulp Master, Berlin 2014, ISBN 978-3-927734-50-0
- The Caretaker of Lorne Field, 2010
- Outsourced, 2011
  - 28 Minuten, deutsch von Ulrich Hoffmann, Suhrkamp Verlag, 2012, ISBN  978-3518463468
- Blood Crimes, 2011
- Dying Memories, 2011
- Julius Katz and Archie, 2011
- A Killer's Essence, 2011
- Monster: A novel of Frankenstein, 2012
- The Boy Who Killed Demons, 2014
- The Interloper, 2014
- Deranged, 2017, unter dem Pseudonym Jacob Stone
- Crazed, 2017, unter dem Pseudonym Jacob Stone
- Malicious, 2018, unter dem Pseudonym Jacob Stone
- Husk, 2018
- Cruel, 2018, unter dem Pseudonym Jacob Stone
- Unleashed, 2019, unter dem Pseudonym Jacob Stone
- The Tenth Wish, 2019
- Everybody Lies in Hell, 2019
- Murder Club, 2019
  - Alles endet hier, Pulp 48, Pulp Master, Berlin 2020, ISBN 978-3-927734-98-2[5][6]

## Verfilmungen
- Small Crimes, Regie: Evan Katz, mit: Nikolaj Coster-Waldau, Gary Cole, Molly Parker, Macon Blair, Pat Healy, Jacki Weaver, Netflix, 11. März 2017, 95 Minuten, englisch[1][7]

## Hörbücher
- 28 Minuten, gelesen von Detlef Bierstedt, Audible Hörbuch, 2016